# Dơi cánh lông
Dơi cánh lông, tên khoa học Harpiocephalus harpia, là một loài động vật có vú trong họ Dơi muỗi, bộ Dơi. Loài này được Temminck mô tả năm 1840.